# 刺毛碱蓬
刺毛碱蓬（学名：Suaeda acuminata）为苋科碱蓬属的植物。分布于蒙古、西伯利亚、中亚于区以及中国大陆的新疆等地，生长于海拔420米至900米的地区，多生长在盐碱土荒漠、山坡以及沙丘，目前尚未由人工引种栽培。